# Pic de Bastiments
El Pic de Bastiments o Pic del Gegant (2.881,2 m.) és una muntanya situada a l'eix entre el Ripollès i el Conflent, que separa el Circ d'Ulldeter amb el Circ de Baciver, aquest situat a la cara nord del Pirineu. És el pic més oriental dels Pirineus que assoleix els 2800 metres; més enllà ja no hi ha cap cim que superi aquesta cota.

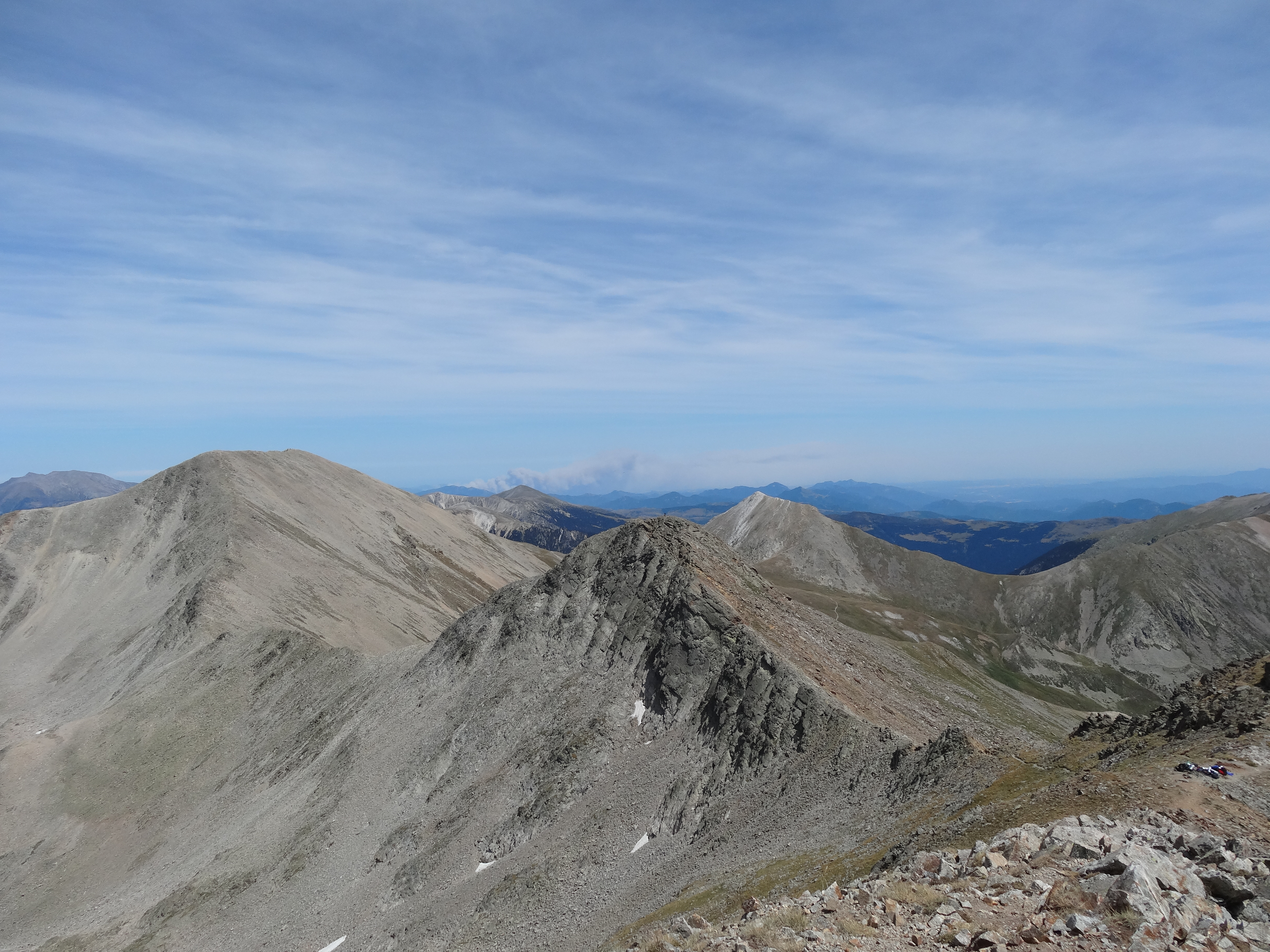
D'esquerra a dreta, els pics de Bastiments (2.881 m), Freser (2.835 m) i Gra de Fajol (2.714 m), des del pic de l'Infern (2.870 m)

Està situat a la confluència dels termes de Setcases i Queralbs, de la comarca del Ripollès, i de Fontpedrosa, de la del Conflent.

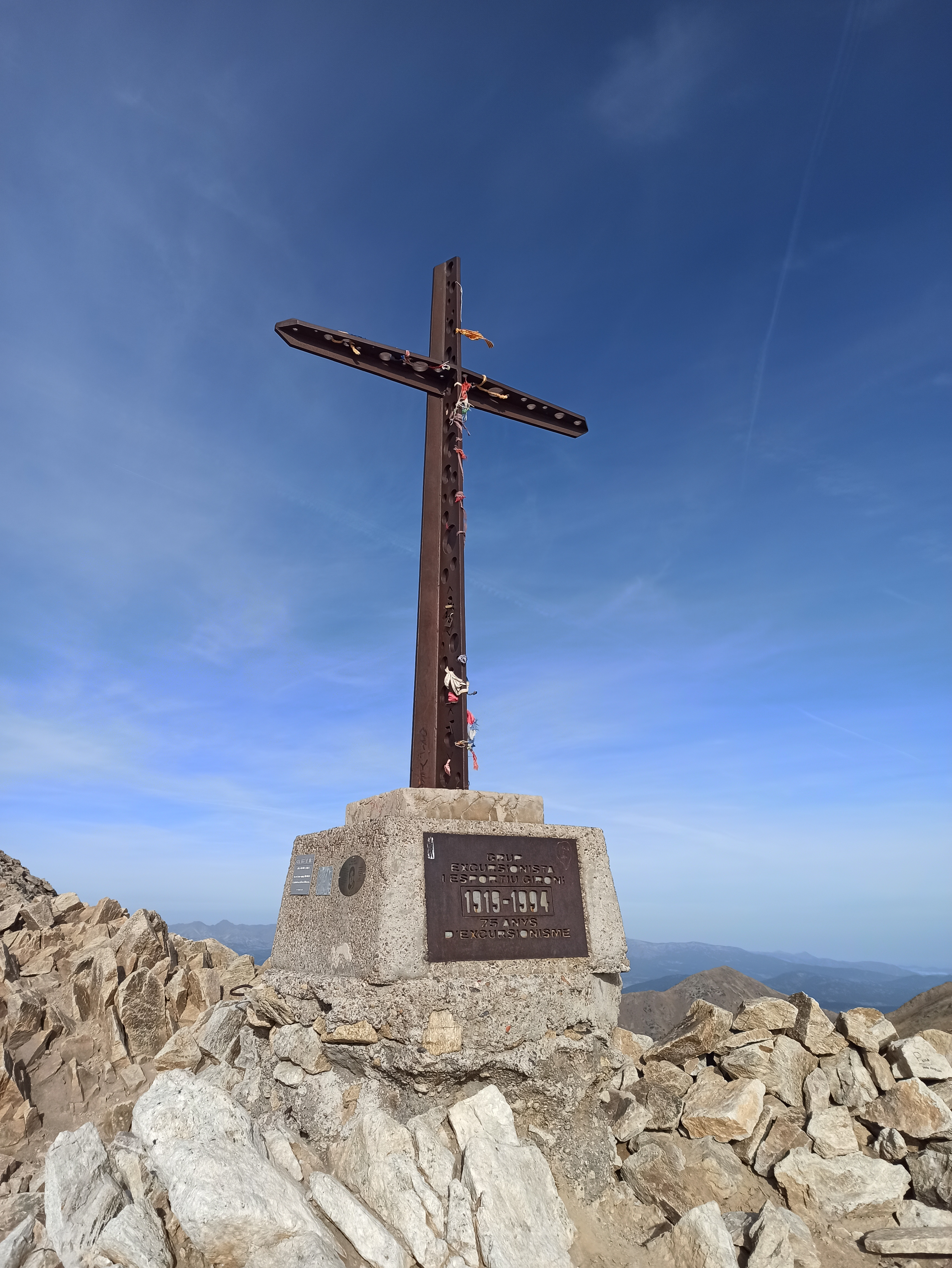
Creu del Pic de Bastiments (2.858 m)

És un pic d'ascensió relativament fàcil tant a l'estiu com a l'hivern, si es fa en les condicions normals d'aquesta estació. Per aquesta raó s'hi va construir el Refugi d'Ulldeter, que actualment està una mica més al sud que no l'original, que va ser aterrat per la neu. El fet que sigui una ascensió clàssica va ser motiu perquè el 1994 el Grup Excursionista i Esportiu Gironí hi celebrés el seu 75è aniversari col·locant-hi una creu (tot i que no és al cim pròpiament dit, sinó desplaçada una mica més a l'est i a la cota 2858,2). També hi ha un pal d'acer en forma de piolet (2.880,4 m).
Podem trobar al cim un vèrtex geodèsic (referència: 291076005).
Aquest cim està inclòs al llistat dels 100 cims de la FEEC.